# 古坑氣象站
古坑氣象站為一座位在臺灣雲林縣古坑鄉的氣象觀測站，為臺灣雲林縣的一座重要氣象觀測站。該座觀測站由交通部中央氣象署所擁有，全名為交通部中央氣象署古坑氣象站。測站旁邊為農業部農業試驗所花卉試驗分所園區。雲林縣除了有豐富且多樣的生態環境外，農產品更是遠近馳名。

## 員額配置
古坑氣象站依據交通部中央氣象署四等氣象站，置主任1人，職員3人。

## 外部連結
- 交通部中央氣象署古坑氣象站 （页面存档备份，存于）

1. ↑  交通部中央氣象署古坑氣象站編制表